# Estación Ruiz de los Llanos
Ruiz de los Llanos es una estación de ferrocarril ubicada en la localidad de El Tala, departamento de La Candelaria, provincia de Salta, Argentina.

## Historia
La estación fue abierta al tránsito en junio de 1886 por el Ferrocarril Central Norte Argentino.
uno de los primeros jefes de la estación, fue don Ramón de la Vega, un español nacido en 1872 hijo de Ramón de la Vega y de Amalia Melendez, casado con Asunción Escobar Mena.

## Servicios
No presta servicios de pasajeros, sólo de cargas. Sus vías e instalaciones están a cargo de la empresa estatal Trenes Argentinos Cargas.